# Schaffhouse-sur-Zorn
Pour les articles homonymes, voir Schaffhouse (homonymie).
Schaffhouse-sur-Zorn (prononcé [ ʃafuz/syʁ/tsɔrn]) est une ancienne commune française de la plaine d'Alsace située à 21,8 km au nord-ouest de Strasbourg dans le département du Bas-Rhin en région Grand Est.
Cette commune se trouve dans la région historique et culturelle d'Alsace. En 2013, la population légale est de 409 habitants. Village de milieu rural, Schaffhouse est intégrée dans la communauté de communes du Pays de la Zorn qui regroupe 27 localités autour de Hochfelden. 
Avant le 18 avril 1949, la commune se nommait Schaffhausen.
Le 1er janvier 2017, elle fusionne avec Hochfelden pour former une commune nouvelle.

## Toponymie
Origine : Nom latin : Villa Scafusa => Bergerie 
Schafhausen (1793), Schaffhausen (1801), Schaffhouse-sur-Zorn (1949).
Le nom peut être décomposé en deux termes allemands : « das Schaf », à savoir « mouton » et « das Haus », à savoir « maison, demeure ».
En moyen haut-allemand, le pluriel en est « Husen » tandis que, en allemand contemporain, cela donne plutôt « Hausen ». On retrouve les différentes formes en Alsace, en plus des formes ayant résulté des différents processus de francisation : « House » ou « Hause ».
Orthographié « Schaffhouse ou Schaffhausen », le nom du village peut donc se traduire littéralement « maisons des moutons » (au pluriel) ou plus exactement « bergerie ».
À noter que le village a un homonyme dans ce même département du Bas-Rhin : Schaffhouse-près-Seltz.

## Histoire
Appartenait aux comtes de Flachslanden 

### Héraldique
| Blason de Schaffhouse-sur-Zorn | Blason  | D'azur à l'épée basse d'argent posée en barre, à la clef d'or posée en bande brochant sur le tout. |
| Blason de Schaffhouse-sur-Zorn | Détails | |

## Politique et administration
| Période                                  | Période  | Identité           | Étiquette | Qualité                                               |
| ---------------------------------------- | -------- | ------------------ | --------- | ----------------------------------------------------- |
| 2001                                     | 2015     | Pierre-Paul Krauth |           |                                                       |
| 2016                                     | 2020     | Jean Hentz         |           | maire puis maire délégué à partir du 1er janvier 2017 |
| 2020                                     | En cours | Cécile Braun       |           | maire déléguée                                        |
| Les données manquantes sont à compléter. |          |                    |           |                                                       |

## Démographie
L'évolution du nombre d'habitants est connue à travers les recensements de la population effectués dans la commune depuis 1793. À partir du 1er janvier 2009, les populations légales des communes sont publiées annuellement dans le cadre d'un recensement qui repose désormais sur une collecte d'information annuelle, concernant successivement tous les territoires communaux au cours d'une période de cinq ans. 
Pour les communes de moins de 10 000 habitants, une enquête de recensement portant sur toute la population est réalisée tous les cinq ans, les populations légales des années intermédiaires étant quant à elles estimées par interpolation ou extrapolation. Pour la commune, le premier recensement exhaustif entrant dans le cadre du nouveau dispositif a été réalisé en 2008,.
En 2014, la commune comptait 407 habitants, en évolution de +5,71 % par rapport à 2009 (Bas-Rhin : +1,68 %, France hors Mayotte : +2,49 %).
| 1793 | 1800 | 1806 | 1821 | 1831 | 1836 | 1841 | 1846 | 1851 |
| ---- | ---- | ---- | ---- | ---- | ---- | ---- | ---- | ---- |
| 325  | 388  | 401  | 507  | 564  | 552  | 552  | 568  | 549  |

| 1856 | 1861 | 1866 | 1871 | 1875 | 1880 | 1885 | 1890 | 1895 |
| ---- | ---- | ---- | ---- | ---- | ---- | ---- | ---- | ---- |
| 505  | 528  | 521  | 492  | 487  | 502  | 464  | 446  | 442  |

| 1900 | 1905 | 1910 | 1921 | 1926 | 1931 | 1936 | 1946 | 1954 |
| ---- | ---- | ---- | ---- | ---- | ---- | ---- | ---- | ---- |
| 451  | 456  | 428  | 333  | 330  | 322  | 337  | 315  | 293  |

| 1962 | 1968 | 1975 | 1982 | 1990 | 1999 | 2008 | 2013 | 2014 |
| ---- | ---- | ---- | ---- | ---- | ---- | ---- | ---- | ---- |
| 291  | 270  | 249  | 307  | 307  | 349  | 393  | 405  | 407  |

## Lieux et monuments
- Église paroissiale Saint-Sébastien et son orgue[5],[6] : l'édifice actuel date principalement du XIXe siècle. L'ancienne tour-chœur est le dernier vestige de la première église de Schaffhouse, érigée au XIe siècle, et transformée en tour-porche.
- Presbytère datant du milieu du XVIIIe siècle[7].
- Fermes, étables et séchoirs à tabac du XVIIIe siècle[8].

## Personnalités liées à la commune
Sœur Thénoneste (HEIM A-Marie née le 26/9/1875) chevalier de la Légion d'honneur.
Le père du journaliste et écrivain parisien Florent-Matter est né à Schaffhouse-sur-Zorn le 5/11/1841. Il est parti à Paris comme tailleur.